# Machimus sanctimontis
Machimus sanctimontis là một loài ruồi trong họ Asilidae. Machimus sanctimontis được Janssens miêu tả năm 1960. Loài này phân bố ở vùng Cổ Bắc giới.